# Sataspes ribbei
Sataspes ribbei là một loài bướm đêm thuộc họ Sphingidae. Nó được tìm thấy ở Sulawesi.
Có một dải vàng ngang phía trên bụng của con đực và phía trên mảnh bụng sau màu vàng nhạt.